# Lúcia Lobato
Lúcia Maria Brandão Freitas Lobato (født 7. november 1965) er en politiker fra Østtimor, der er justitsminister i landet. Hun er medlem af Østtimors parlament, hvor hun repræsenterer Socialistpartiet.
Lobato blev født i Liquiçá, og er uddannet jurist.